# آمریکایی‌های اوکراینی‌تبار
آمریکایی‌های اوکراینی‌تبار (اوکراینی: Українські американці، آوانگاری: Ukrayins'ki amerykantsi) آمریکایی‌هایی هستند که اصالت اوکراینی دارند. بر اساس برآورد سرشماری ایالات متحده، در سال ۲۰۱۹، ۱٬۰۰۹٬۸۷۴ آمریکایی اصالت اوکراینی داشتند که ۰٫۳٪ جمعیت آمریکا را تشکیل می‌دادند.